# Per la mia città
Per la mia città è un singolo del rapper italiano Luchè, pubblicato il 18 giugno 2015.

## Video musicale
Il videoclip, diretto da Johnny Dama, è stato caricato sul canale YouTube del rapper il 18 giugno 2015. Il brano è stato successivamente inserito nel terzo album in studio del rapper napoletano Malammore.

## Tracce
1. Per la mia città – 3:43